# Bienvenido Marañón
Bienvenido Marañón (* 15. Mai 1986 in El Puerto de Santa María) ist ein spanisch-philippinischer Fußballspieler.

## Karriere

### Verein
Bienve Marañón erlernte das Fußballspielen in der Jugendmannschaft von Betis Sevilla. Anschließend spielte er zwei Jahre für CD Rayo Sanluqueño und ging dann 2007 zum damaligen Zweitligisten FC Cádiz. Dort absolvierte er im ersten Jahr drei Partien für die Profis und kam dann nur noch in der Reservemannschaft zum Einsatz. Von 2010 bis 2015 war er für verschiedene unterklassige spanische Teams aktiv, ehe er Anfang 2016 auf die Philippinen zum Ceres-Negros FC wechselte. Bei dem Verein, der 2020 in United City FC umbenannt wurde, holte er mittlerweile fünf nationale Titel und wurde mehrfach Torschützenkönig verschiedener Wettbewerbe. Im Januar 2022 wechselte er nach Malaysia, wo er sich dem Johor Darul Ta’zim FC aus der Malaysia Super League anschloss. Bis zum Sommer absolvierte er jedoch nur ein Pokalspiel sowie eine Partie in der AFC Champions League und sein Vertrag wurde wieder aufgelöst. Nach kurzer Vereinslosigkeit ging der Mittelstürmer dann weiter zum spanischen Fünftligisten Villarrubia CF. Für den Verein aus Villarrubia de los Ojos bestritt er 20 Ligaspiele. Zu Beginn der Saison 2023/24 kehrte er nach Asien zurück. Hier unterschrieb er in Thailand einen Vertrag beim Zweitligaaufsteiger Chanthaburi FC.

### Nationalmannschaft
Der Mittelstürmer, dessen Großvater philippinische Wurzeln hatte, spielte nach seiner Einbürgerung erstmals bei der Südostasienmeisterschaft 2021 für die A-Nationalmannschaft der Philippinen. Dort gelangen ihm vier Treffer in vier Partien, doch die Mannschaft schied in der Gruppenphase aus.

## Erfolge
Ceres-Negros FC/United City FC
- Philippinischer Meister: 2017, 2018, 2019, 2020, 2021
- Philippinischer Pokalsieger: 2019

## Auszeichnungen
Philippines Football League
- Torschützenkönig: 2017, 2020

AFC Cup
- Torschützenkönig: 2019, 2020

Südostasienmeisterschaft
- Torschützenkönig: 2021